# Urocissa flavirostris
La urraca piquigualda  (Urocissa flavirostris) es una especie de ave paseriforme de la familia Corvidae propia del Himalaya y sus estribaciones aledañas. Forma una superespecie con la urraca de Formosa y la urraca piquirroja. 

## Descripción
Mide 66 cm de largo incluida su cola que mide unos 46 cm. Ambos sexos son similares. La cabeza, cuello, y pecho son negros con una mancha blanca en su nuca; el resto del plumaje inferior es blanco, con algo de tono lila; todo el plumaje superior es de un color azul-púrpura, más brillante en las alas y la cola; sus plumas de vuelo poseen extremos blancos, y su lateral expuesto también es blanco; su cola es larga y gradual, las plumas son azules, con extremos blancos, todas excepto el par central poseen una banda negra por delante del blanco.

### Nido
Construye el nido en una bifurcación de una rama de un árbol, por lo general de tamaño moderado aunque con follaje espeso, lo que hace que sea difícil observarlo. El nido es bastante grande y es construido con palillos y recubierto con pastos, raíces y fibras. La puesta consiste de 3 o 4 huevos. El color base de los huevos va de un tono crema amarillento a un tono rufo rocoso, y muy ocasionalmente son de un verde muy claro. Las marcas son pequeñas pintas de diversos tonos de marrón, pardo o púrpura, y por lo general tienden a agruparse en una zona cerca del extremo más ancho del huevo.

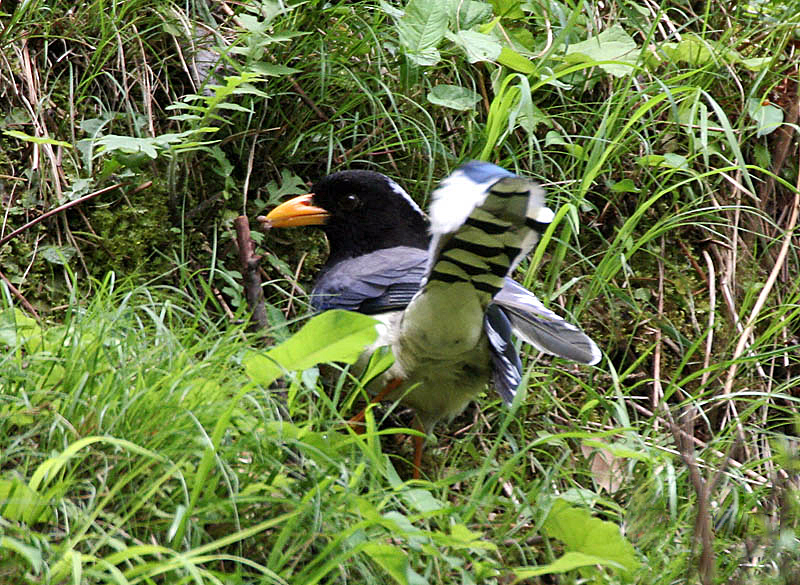
urraca piquigualda en Kullu - Distrito Manali de Himachal Pradesh, India
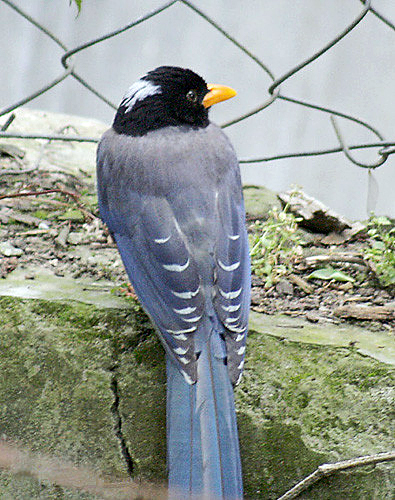
en Kullu
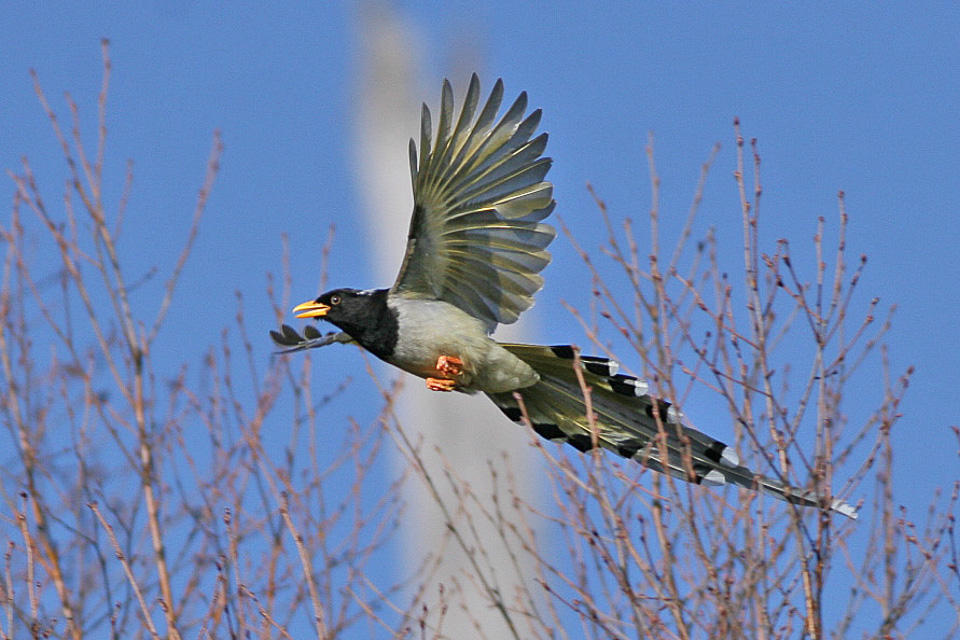
en Bután
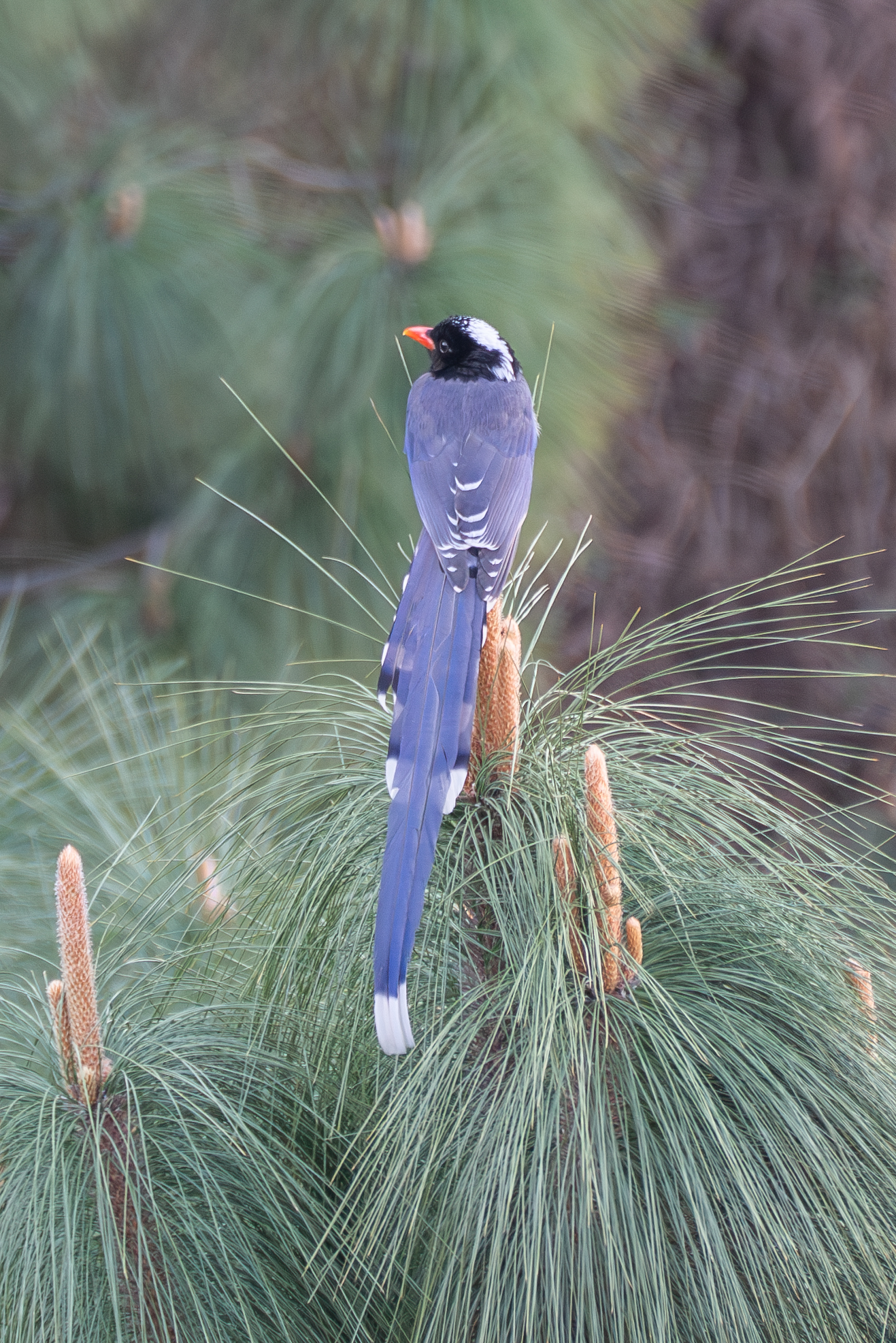
en Kasauli
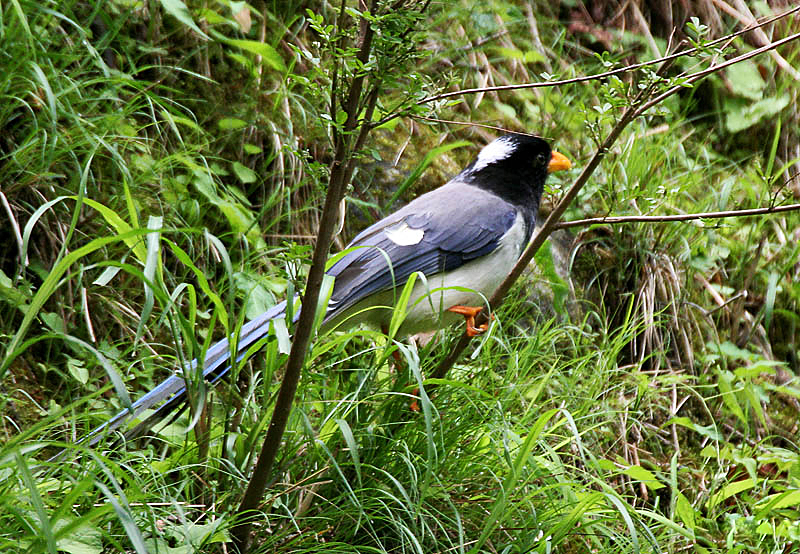
en Kullu